# Дмитро Максимович
Дмитро Максимович (1660 — 1732) — український державний діяч доби Івана Мазепи. Генеральний підскарбій, генеральний бунчужний (1703—1708), генеральний осавул (1708—1710) Війська Запорозького. Близький соратник гетьмана Ів. Мазепи.

## Життєпис
Народився близько 1660 року в Києві в родині Максима Васильковського — «орендаря Печерського», підприємця, що також збирав мито для Гетьманщини з іноземного краму, який привозили купці до Києва. За походженням був вихрещеним євреєм, разом з родиною перебував під захистом українських гетьманів.
Його син Дмитро закінчив Києво-Могилянську колегію. Приблизно у 1677 році поступив на службу до Ніжинського козацького полку. У 1677—1678 роках брав участь у відбитті Чигиринських походів Османської імперії.
Завдяки добрій освіті та зв'язкам батька швидко піднявся до значних полкових урядів. З 1682 по 1695 роки (з перервами) був ніжинським полковим писарем. У 1690 році — деякий час обіймав уряд ніжинського полкового судді, отримав у рангове володіння село Куликівку.
У 1694 році викликаний гетьманом Ів. Мазепою до Батурина, призначений «військовим екзактором». Відповідав за збір податків з продажу горілки, тютюну та дьогтю. Виконував і інші доручення гетьмана. Зокрема, у 1696 році збирав інформацію щодо подій у Речі Посполитій. Опікувався Генеральним скарбом, де-факто був генеральним підскарбієм. Під час Бендерської комісії свідчив, що «за більше ніж 100 000 флоринів... закупив багато клейнодів і дорогого каміння для військового скарбу й передав у руки Мазепи».
Згідно з гетьманським універсалом у 1695 році отримав у володіння села Черняхівку і Бурківку. У 1703 році був призначений на уряд генерального бунчужного, додав до своїх володінь Дорогинку. У жовтні 1705 року був головою демаркаційної комісії, яка встановила на місцевості кордон між Гетьманщиною та Османською імперією (з турецького боку комісаром був Коч-Ахмет-Башк).
Ймовірно, одним із перших дізнався про намір Івана Мазепи порвати з Москвою. Підтримував цей задум гетьмана. У жовтні 1708 року був присутній на зустрічі між Мазепою та шведським королем Карлом ХІІ. Брав участь у виробленні українсько-шведської союзної угоди. У цей час отримав посаду генерального осавула, виконував різні доручення Мазепи, пов'язані з організацією спротиву царським військам.
Після поразки під Полтавою пішов з Мазепою до Бендер. У 1710 році повернувся до Гетьманщини, де був заарештований, відправлений на допити до Москви. Засуджений до пожиттєвого заслання до Архангельська. Клопотав про поїздку до Тобольська, щоб відвідати брата-митрополита. У 1713 році царським указом призначений наглядачем корабельної верфі.
Прожив до 1732 року «при крайній біді і злиднях». У 1728 році його син Федір клопотав перед гетьманом Д. Апостолом про матеріальну допомогу для батька.

## Родина
У 1692 році одружився з Тетяною — донькою переяславського полковника Федора Сулими.
Сини Федір та Іван після смерті матері у 1711 році та заслання батька зростали у Москві, де утримувались як заручники. За клопотанням Йоана Максимовича вони були зараховані у лейб-гвардійські полки, перший — у Семеновський, другий — Ізмайловський.
Федір дослужився до поручика. У 1741 році призначений стародубським полковником. У 1746 році як наказний гетьман командував козацьким корпусом у Ліфляндському поході. Помер у 1756 році.
Іван загинув у російсько-турецькій війні 1735—1739 років.
Наймолодший син Василь (1703 — 1748) обіймав уряди понорницького та волинського сотника Чернігівського полку.
Невідома на ім'я донька була у шлюбі з Миколою Бороздною — бунчуковим товаришем.